# طواف إفريقيا للدراجات 2017
طواف أفريقيا للدراجات 2017 (بالإنجليزية: 2017 UCI Africa Tour) هو سباق دراجات هوائية.

## السباقات
| طواف أفريقيا للدراجات      | طواف أفريقيا للدراجات | طواف أفريقيا للدراجات                                | طواف أفريقيا للدراجات                                               | طواف أفريقيا للدراجات                                                   | طواف أفريقيا للدراجات                                                     | طواف أفريقيا للدراجات | طواف أفريقيا للدراجات |
| التاريخ                    | #                     | السباق                                               | الفائز                                                              | الثاني                                                                  | الثالث                                                                    |                       |                       |
| -------------------------- | --------------------- | ---------------------------------------------------- | ------------------------------------------------------------------- | ----------------------------------------------------------------------- | ------------------------------------------------------------------------- | --------------------- | --------------------- |
| 28 أكتوبر – 06 نوفمبر 2016 | 1                     | تور دو فاسو ‏                                         | Harouna Ilboudo ‏                                                    | فرنسا                                                                   | Zemenfes Solomon ‏                                                         |                       |                       |
| 13 – 20 نوفمبر 2016        | 2                     | طواف رواندا ‏                                         | Valens Ndayisenga ‏                                                  | Metkel Eyob ‏                                                            | Tesfom Okubamariam ‏                                                       |                       |                       |
| 3 فبراير                   | 3                     | Les Challenges de la Marche Verte-GP Sakia El Hamra ‏ | Ahmed Galdoune ‏                                                     | أومبرتو مارينغو                                                         | Mattia De Mori ‏                                                           |                       |                       |
| 5 فبراير                   | 4                     | Les Challenges de la Marche Verte-GP Oued Eddahab ‏   | Ivan Balykin ‏                                                       | Jacob Tipper ‏                                                           | أحمد أوركين                                                               |                       |                       |
| 6 فبراير                   | 5                     | Les Challenges de la Marche Verte-GP Al Massira ‏     | أحمد أوركين                                                         | Mounir Makhchoun ‏                                                       | صلاح الدين مرواني                                                         |                       |                       |
| 9 فبراير                   | 6                     | Challenge du Prince-Trophée Princier ‏                | Thomas Vaubourzeix ‏                                                 | السعيد عبد الواش                                                        | Ahmet Akdilek ‏                                                            |                       |                       |
| 11 فبراير                  | 7                     | Challenge du Prince-Trophée de l'Anniversaire ‏       | أومبرتو مارينغو                                                     | Ahmed Galdoune ‏                                                         | Charlie Meredith ‏                                                         |                       |                       |
| 12 فبراير                  | 8                     | Challenge du Prince-Trophée de la Maison Royale ‏     | Ahmed Galdoune ‏                                                     | Matthias Legley ‏                                                        | Soufiane Sahbaoui ‏                                                        |                       |                       |
| 14 فبراير                  | 9                     | Men Elite Road African Championships TTT ‏            | Meron Abraham ‏ Awet Habtom ‏ Amanuel Ghebreigzabhier ‏ Meron Teshome ‏ | عبد الرحمن منصوري ‏ عز الدين اجاب Abdellah Benyoucef ‏ عبد القادر بلمختار | Joseph Areruya ‏ Samuel Mugisha ‏ Valens Ndayisenga ‏ Jean Bosco Nsengimana ‏ |                       |                       |
| 16 فبراير                  | 10                    | 2017 African Road Cycling Championships Men ITT ‏     | Meron Teshome ‏                                                      | Stefan de Bod ‏                                                          | Awet Habtom ‏                                                              |                       |                       |
| 19 فبراير                  | 11                    | Men Elite Road African Championships RR ‏             | فيلي سميت                                                           | Meron Abraham ‏                                                          | Ahmed Galdoune ‏                                                           |                       |                       |
| 27 فبراير – 05 مارس 2017   | 12                    | لا تروبيكال أميسا بونغو                              | يوهان جين                                                           | Tesfom Okubamariam ‏                                                     | نيكوديموس هولر                                                            |                       |                       |
| 11 – 19 مارس 2017          | 13                    | طواف كاميرون ‏                                        | نيكوديموس هولر                                                      | صلاح الدين مرواني                                                       | Adne van Engelen ‏                                                         |                       |                       |
| 07 – 16 أبريل 2017         | 14                    | طواف المغرب                                          | أنس آيت العبدية                                                     | كريستوفر جونز                                                           | Axel Journiaux ‏                                                           |                       |                       |
| 15 أبريل                   | 15                    | Fenkil Northern Red Sea ‏                             | Pierpaolo Ficara ‏                                                   | Zemenfes Solomon ‏                                                       | Mehari Tesfatsion ‏                                                        |                       |                       |
| 16 أبريل                   | 16                    | Massawa Circuit ‏                                     | Saymon Musie ‏                                                       | Meron Teshome ‏                                                          | Meron Abraham ‏                                                            |                       |                       |
| 18 – 22 أبريل 2017         | 17                    | طواف إريتريا                                         | Zemenfes Solomon ‏                                                   | Jean-Claude Uwizeye ‏                                                    | Amanuel Tsegay ‏                                                           |                       |                       |
| 22 – 29 أبريل 2017         | 18                    | طواف السنغال ‏                                        | إسلام منصوري                                                        | Médéric Clain ‏                                                          | Lucas Carstensen ‏                                                         |                       |                       |
| 23 أبريل                   | 19                    | Asmara Circuit ‏                                      | Mikiel Habtom ‏                                                      | Jahanna Tesfay ‏                                                         | Saymon Musie ‏                                                             |                       |                       |
| 10 – 14 مايو 2017          | 20                    | طواف تونس                                            | Matthias Legley ‏                                                    | Jérôme Pulidori ‏                                                        | الى نويسرى ‏                                                               |                       |                       |
| 10 – 16 سبتمبر 2017        | 21                    | تور دي كوت ديفوار ‏                                   | Dieter Bouvry ‏                                                      | Louis Verhelst ‏                                                         | Matthias Legley ‏                                                          |                       |                       |
| 12 – 15 أكتوبر 2017        | 22                    | Grand Prix Chantal Biya ‏                             | Clovis Kamzong ‏                                                     | يان أندريه كالي                                                         | Martin Mahďar ‏                                                            |                       |                       |

## وصلات خارجية
- الموقع الرسمي